# Centrale de chauffage solaire

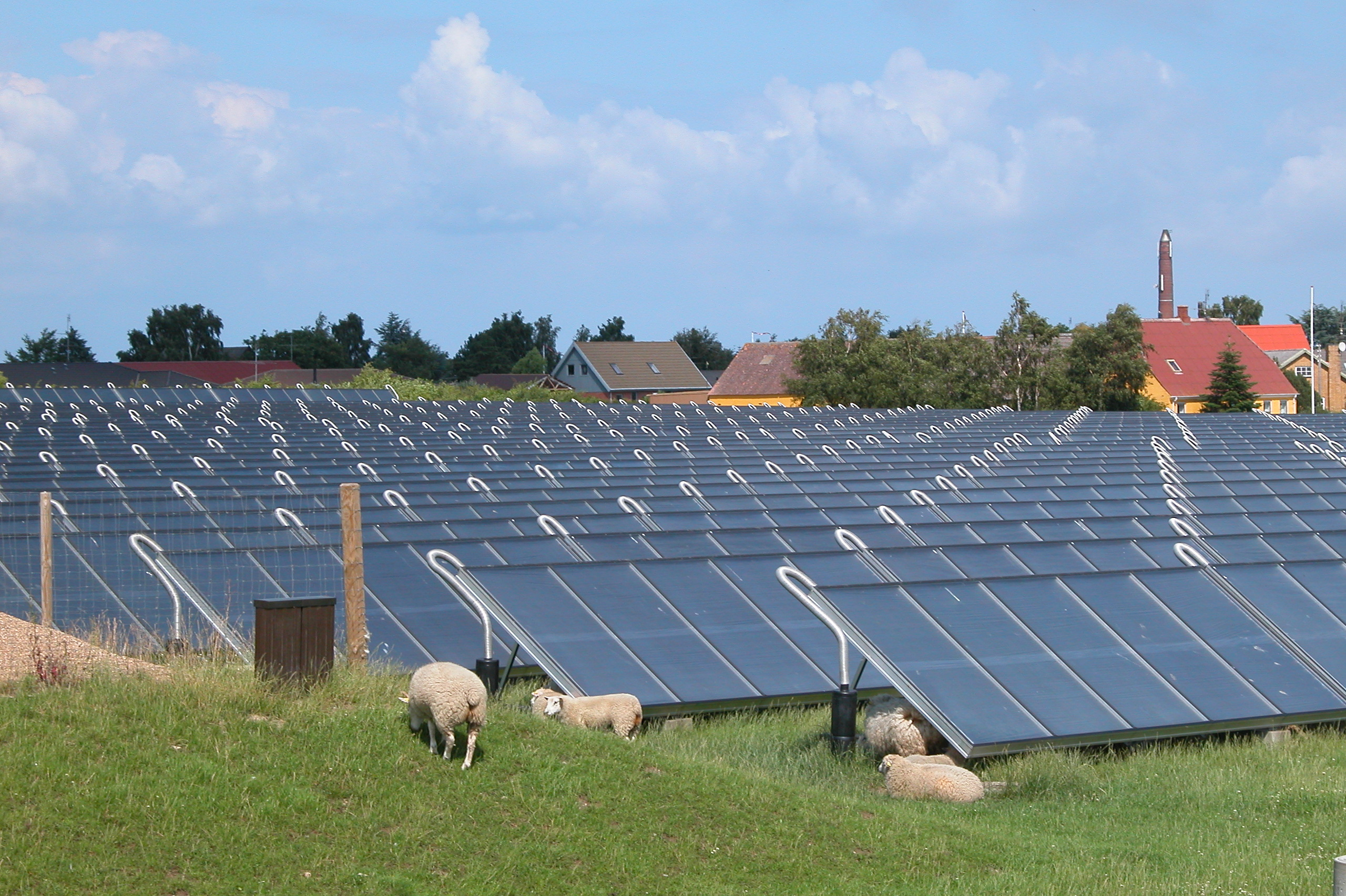
La centrale de chauffage solaire de Marstal au Danemark s'étend, en 2012, sur une surface de 18365 m2, avant un agrandissement qui portera sa surface à 33300 m2 en 2014.

Une centrale de chauffage solaire (en anglais, solar heating plant : SHP)  est une installation solaire thermique à basse température. Elle utilise l'énergie du rayonnement solaire afin de produire de l'eau chaude de manière centralisée, ensuite distribuée aux consommateurs au moyen d'un réseau de chaleur. Cette chaleur peut répondre à des besoins de chauffage ou d'eau chaude sanitaire.
Les capteurs solaires thermiques utilisés sont généralement placés au sol ou sur un vaste toit et couvrent des surfaces qui peuvent être importantes. Ce type de centrale n'utilise pas de système de concentration du rayonnement solaire, contrairement à une centrale solaire thermodynamique.
Le Danemark est l'un des pays les plus en pointe sur ce type de techniques et possède de nombreuses centrales.

## Principe de fonctionnement

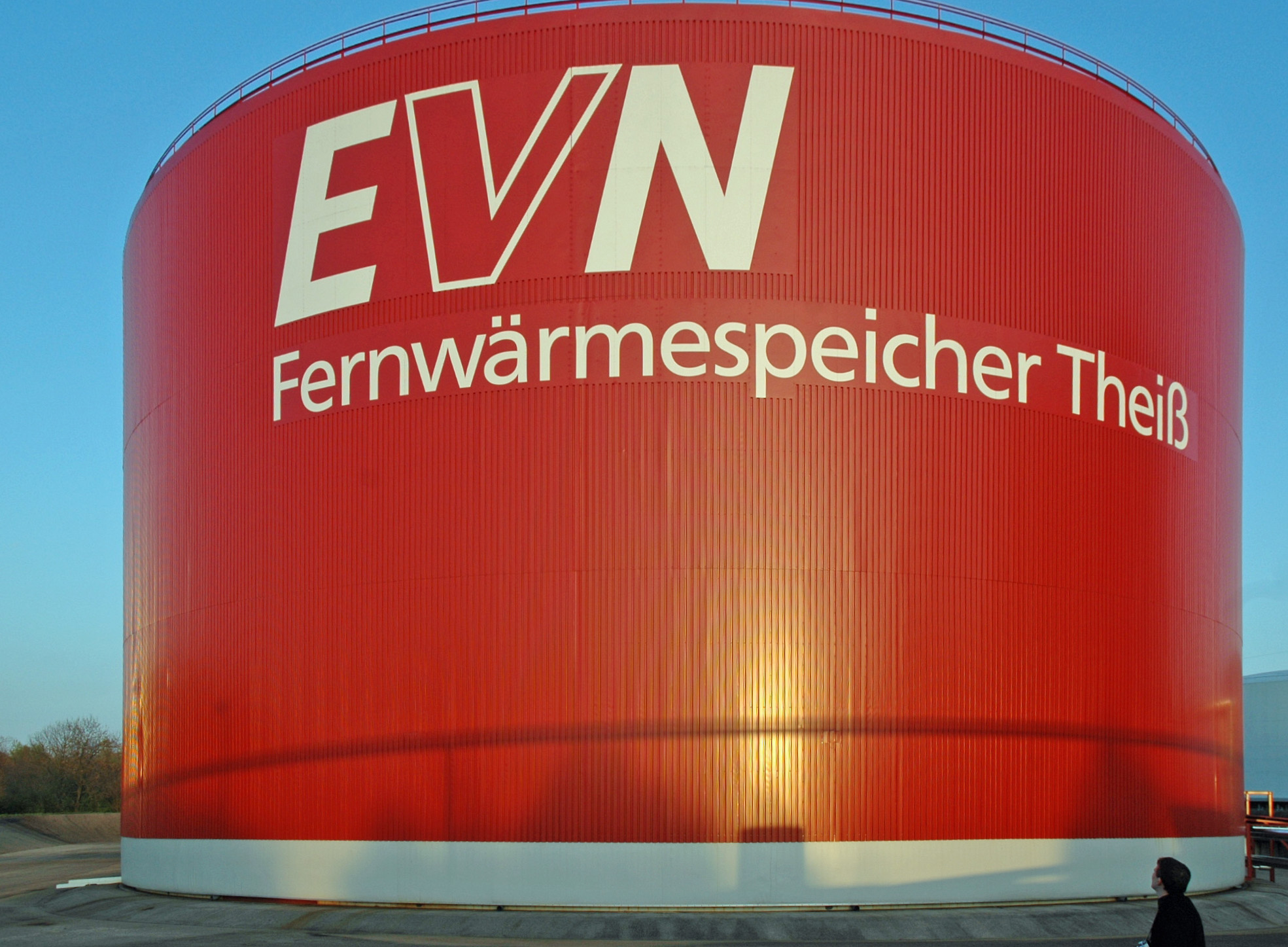
Stockage thermique pour chauffage urbain à Krems en Autriche, 50000 m3 d'eau, 2 GWh.

Une centrale de chauffage solaire est composée de deux circuits. Le circuit primaire est composé de plusieurs rangées parallèles de panneaux solaires en série où circule un fluide caloporteur (généralement un mélange d'eau et de propylène glycol ou éthylène glycol). Grâce au rayonnement solaire, la température du fluide augmente lors de son passage dans les capteurs solaires. La chaleur emmagasinée est ensuite échangée au niveau d'un échangeur de chaleur pour chauffer de l'eau dans le circuit secondaire. Cette eau chaude est ensuite soit distribuée directement dans un réseau de chaleur, soit stockée dans des réservoirs pour être utilisée ultérieurement.
La production de chaleur dépend de différents facteurs, notamment :
- l'ensoleillement ;
- la position des capteurs solaires thermiques (orientation, inclinaison) ;
- le type de capteurs solaires thermiques ;
- la vélocité du fluide circulant dans les collecteurs ;
- la température d'entrée du fluide circulant dans les collecteurs ;
- la nature du fluide circulant dans les collecteurs.

## Stockage
Le rayonnement solaire apportant plus d'énergie à un point donné de la surface terrestre pendant la saison estivale, des solutions apparaissent dans le but de stocker cette énergie pour une utilisation pendant les mois d'hiver, lorsque la demande en chauffage est importante.
Différentes initiatives utilisent la capacité thermique de certains matériaux pour conserver la chaleur sur des périodes longues. Le stockage souterrain est une technique employée, soit avec un stockage directement dans le sous-sol, comme c'est le cas au sein de la Communauté solaire de Drake Landing (Canada) ou à Brædstrup (Danemark), soit grâce à un stockage dans un réservoir d'eau enterré, technique mise en place dans les centrales solaires de Marstal et Dronninglund (Danemark).

## Types de capteurs
La plupart des installations utilisent des capteurs solaires vitrés plats. D'autres technologies existent cependant, notamment les capteurs tubulaires sous vides, qui présentent une meilleure efficacité pour des températures moyennes de fonctionnement supérieures à environ 60-65 °C, et les capteurs à concentration, présentant un rendement plus élevé à haute température. Début 2015, un concept innovant est construit à Tårs, au Danemark, combinant des capteurs solaires plans (5 972 m2) et des capteurs à concentration (4 039 m2), afin de tirer profit des températures de fonctionnement optimales des deux types de capteurs,.

## Centrales solaires thermiques dans le monde
Le Danemark est un des pays les plus en pointe sur ce type de techniques et possède de nombreuses centrales, mettant ainsi à profit son réseau de chaleur développé depuis les années 1970. En 2017, la plus grande centrale au monde, d'une superficie de 156 694 m2, se situe dans ce pays, à Silkeborg,, au centre du Jutland.
En Europe, la première centrale a été construite en Suède en 1979 et a été démantelée depuis[réf. souhaitée]. En 2010, la plus vieille centrale toujours en activité date de 1985.

### Diffusion
Les centrales de chauffage solaire représentent une part très marginale du marché du solaire thermique dans le monde, marché largement dominé par les applications domestiques. À l'échelle mondiale en 2011, moins de 1 % de la capacité installée sur l'année était destinée à des centrales de chauffage solaire.
Quelques exceptions existent malgré tout. Au Danemark notamment, deux tiers de la capacité installée en 2011 l'a été pour des applications centralisées de chauffage solaire.
La première centrale française, d'une surface de 458 m2 a été inaugurée en 2014 près de Toulouse.

### Liste des principales installations
| No. | Ville         | Pays            | Surface collecteurs [m2] | Puissance [MW] | Production annuelle (estimée) [GWh] | Année d'installation | Fabricant des panneaux   | Stockage saisonnier     |
| --- | ------------- | --------------- | ------------------------ | -------------- | ----------------------------------- | -------------------- | ------------------------ | ----------------------- |
| 1   | Silkeborg,    | Danemark        | 156 694                  | 110            | 80                                  | 2016                 | Arcon Sunmark            | Non                     |
| 2   | Vojens,       | Danemark        | 70 000                   | 50             | 35                                  | 2012/2015            | Sunmark/ARCON (Danemark) | Réservoir de 200 000 m3 |
| 3   | Gram          | Danemark        | 44 000                   | 31             | 20,8                                | 2008/2015            | ARCON                    | Réservoir de 120 000 m3 |
| 4   | Gaby mine     | Chili           | 39 300                   | -              | 50                                  | 2011                 | Sunmark (Danemark)       | Non                     |
| 5   | Dronninglund, | Danemark        | 37 573                   | 27             | 18                                  | 2014                 | ARCON (Danemark)         | Réservoir de 60 000 m3  |
| 6   | Riyad         | Arabie saoudite | 36 305                   | 25             | -                                   | 2011                 | GREENoneTEC (Autriche)   |                         |
| 7   | Marstal       | Danemark        | 33 300                   | 23             | -                                   | 1996-2001-2014       | Sunmark/ARCON            | Réservoir de 75 000 m3  |
| 8   | Ringkøbing    | Danemark        | 30 000                   | 22,6           | 14,25                               | 2010-2014            | ARCON                    |                         |
| 9   | Vildbjerg     | Danemark        | 21 234                   | 14,5           | 9,5                                 | 2014                 | ARCON                    |                         |
| 10  | Nykøbing      | Danemark        | 20 084                   | 14,06          | 9,6                                 | 2014                 | ARCON                    |                         |
| 11  | Helsinge      | Danemark        | 19 588                   | 14             | 9,4                                 | 2012-2014            | ARCON                    |                         |
| 12  | Hadsund       | Danemark        | 20 513                   | 14             | 11,5                                | 2015                 | ARCON                    |                         |
| 13  | Gråsten       | Danemark        | 19 024                   | 13             | 9,7                                 | 2012                 | ARCON                    |                         |
| 14  | Brædstrup     | Danemark        | 18 612                   | 14             | 8,9                                 | 2007/2012            | ARCON                    |                         |
| 15  | Tarm          | Danemark        | 18 585                   | 13,1           | 9                                   | 2013                 | ARCON                    |                         |
| 16  | Kaida         | Chine           | 15 000                   | -              | -                                   | -                    | -                        |                         |
| 17  | Changshu      | Chine           | 15 000                   | -              | -                                   | -                    | -                        |                         |
| 18  | Oksbøl        | Danemark        | 14 745                   | 9,9            | 7,78                                | 2010-2013            | Sunmark                  |                         |
| 19  | Jægerspris    | Danemark        | 13 405                   | 8,6            | 6                                   | 2010                 | Sunmark                  |                         |
| 20  | Hangzhou      | Chine           | 13 000                   | -              | -                                   | -                    | -                        |                         |
| 21  | Lillestrøm    | Norvège         | 12 810                   | 8,8            | 4,2                                 | 2012                 | Sunmark                  |                         |

 Sources ,,,. 

## Économie
Il est estimé que les coûts de production d'une centrale de chauffage thermique solaire sont au minimum de 30 €/MWh en Europe du Nord et 20 €/MWh en Europe méridionale. Avant d'implanter une centrale solaire, une étude économique doit être menée afin de comparer les coûts de production de la centrale solaire avec les coûts des moyens de production existants, ou des alternatives envisageables.
En fonction du contexte, une centrale solaire ne sera pas toujours rentable. Si de la chaleur résiduelle est disponible (centrale d'incinération, processus industriel...), la centrale solaire ne sera pas compétitive. À l'inverse, le contexte le plus favorable est une association avec une centrale de cogénération au gaz naturel ou à la biomasse. En effet, le coût marginal de production d'une centrale à biomasse est de 20-30 €/MWh, ce qui la situe dans le même ordre de grandeur qu'une centrale solaire. Dans le cas d'une centrale au gaz, le prix du combustible est en Europe très élevé, ce qui rend les centrales solaires compétitives (46 €/MWh en Autriche et en Allemagne, 61 €/MWh en Italie par exemple).